# Bassaricyon
Gli olingo o bassaricioni (Bassaricyon J. A. Allen, 1876) sono un genere di procionidi che vivono nell'America centrale e meridionale. Il genere comprende quattro specie, molto simili nell'aspetto a dei lemuri, la più nota delle quali è l'olingo comune (Bassaricyon gabbii), originario dell'America centrale.

## Descrizione
Gli olingo sono animali dal corpo allungato, con le zampe corte e una lunga coda. La loro pelliccia, corta e morbida, è di colore grigiastro o marrone sul lato superiore, mentre il lato inferiore è più chiaro, giallo chiaro o bianco. La testa è caratterizzata da muso appuntito, orecchie piccole e arrotondate e occhi relativamente grandi. La coda è folta e ornata da anelli scuri; a differenza di quella del loro parente più prossimo, il cercoletto, non è prensile. Questi animali presentano una lunghezza testa-corpo di 35-48 centimetri, una coda lunga 40-48 centimetri e un peso di 1-1,5 chilogrammi. Il nome olingo deriva dal termine spagnolo oliente, che significa qualcosa tipo «maleodorante», e si riferisce al forte odore che emanano.

## Distribuzione e habitat
L'areale degli olingo si estende dal Nicaragua alla Bolivia e al nord del Brasile. Vivono nelle foreste pluviali tropicali fino a 2000 metri di altitudine e nelle foreste nebulose fino a 2750 metri sul livello del mare (nel caso del Bassaricycon neblina).

## Biologia

### Comportamento
Gli olingo sono animali notturni e arboricoli che scendono a terra solo raramente. Di giorno dormono in un nido foderato di foglie nella cavità di un albero, mentre di notte vanno in cerca di cibo. Sono ottimi arrampicatori e sanno saltare bene da un ramo all'altro. Vivono solitari o in coppia, ma a volte socializzano con gli aoti, i cercoletti o gli opossum.

### Alimentazione
Gli olingo si nutrono principalmente di frutta, ma mangiano anche sostanze di origine animale come insetti e piccoli vertebrati in misura maggiore rispetto al cercoletto.

### Riproduzione
Non si sa molto sulla riproduzione degli olingo. Dopo un periodo di gestazione di circa 75 giorni, di solito nasce un solo piccolo. Questo apre gli occhi all'età di un mese, inizia a mangiare cibi solidi a due mesi e raggiunge la maturità sessuale intorno ai due anni. L'aspettativa di vita in natura viene stimata intorno ai 10 anni, ma gli esemplari che vivono in cattività possono vivere fino a 25 anni.

## Tassonomia
Insieme al cercoletto, gli olingo formano la sottofamiglia Potosinae in seno ai Procionidi. Dopo una revisione del genere da parte dello zoologo americano Kristofer Helgen e colleghi, oggi vengono riconosciute quattro specie di olingo:
- l'olingo di Allen, Bassaricyon alleni O. Thomas, 1880, diffuso in America meridionale a est delle Ande (dalla Colombia alla Guyana a est e alla Bolivia a sud);
- l'olingo del Chocó, Bassaricyon medius O. Thomas, 1909, diffuso in Colombia ed Ecuador a ovest delle Ande e nella parte orientale del Panama;
- l'olingo comune, Bassaricyon gabbii J. A. Allen, 1876, diffuso dal nord del Nicaragua, attraverso la Costa Rica, fino alla provincia panamense occidentale di Chiriquí;
- l'olingo delle Ande, Bassaricyon neblina K. M. Helgen, C. M. Pinto, Kays, L. E. Helgen, Tsuchiya, Quinn, D. E. Wilson e Maldonado, 2013, che vive nelle foreste nebulose delle Ande settentrionali.

I rapporti tra le varie specie sono mostrati nel seguente cladogramma:
|  | olingo comune (Bassaricyon gabbii)                                                                             |
|  | |
|  | \| \| olingo di Allen (Bassaricyon alleni) \| \| \| \| \| \| olingo del Chocó (Bassaricyon medius) \| \| \| \| |
|  | |
|  | olingo di Allen (Bassaricyon alleni)                                                                           |
|  | |
|  | olingo del Chocó (Bassaricyon medius)                                                                          |
|  | |

|  | olingo di Allen (Bassaricyon alleni)  |
|  |                                       |
|  | olingo del Chocó (Bassaricyon medius) |
|  |                                       |

|  | olingo comune (Bassaricyon gabbii)                                                                             |
|  | |
|  | \| \| olingo di Allen (Bassaricyon alleni) \| \| \| \| \| \| olingo del Chocó (Bassaricyon medius) \| \| \| \| |
|  | |
|  | olingo di Allen (Bassaricyon alleni)                                                                           |
|  | |
|  | olingo del Chocó (Bassaricyon medius)                                                                          |
|  | |

|  | olingo di Allen (Bassaricyon alleni)  |
|  |                                       |
|  | olingo del Chocó (Bassaricyon medius) |
|  |                                       |